# Мозаїчний менеджер вікон

Менеджер вікон Ion з екраном, поділеним на чотири фрейми.

Мозаї́чний ме́неджер ві́кон — це менеджер вікон, який організовує робочий простір в мозаїку — області, що не перекриваються (фрейми), на відміну від популярнішого способу базування на координатах з областями, що перекриваються (вікна), який намагається повністю емулювати метафору робочого столу.

## Xerox PARC
Перший графічний інтерфейс користувача (GUI — graphical user interface) був створений у Xerox PARC (Palo-Alto Research Center — дослідницький центр у Пало-Альто). Цей GUI (Smalltalk) використовував метафору робочого столу. Пізніше тут також був створений CEDAR, перша віконна система, яка використовувала мозаїчний менеджер вікон. Перша система Xerox Star також використовувала подібний віконний менеджер, але дозволяла діалогам та вікнам властивостей перекриватися. [Архівовано 18 липня 2011 у Wayback Machine.]

## Andrew Project
Віконна система Andrew Project, Andrew Window Manager була лише мозаїчною. Її замінила X Window System.

## X Window System

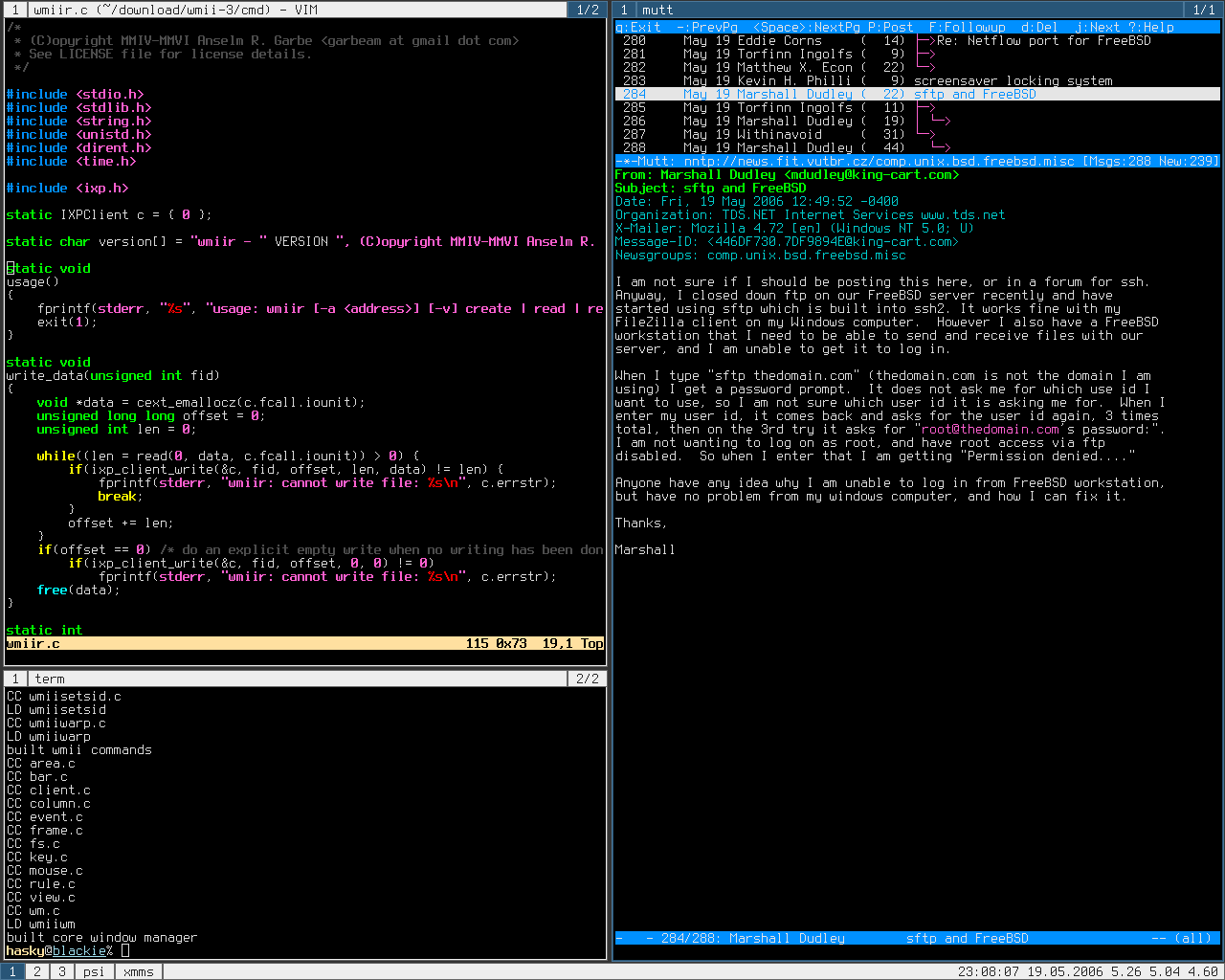
wmii з кількома відкритими терміналами

У X Window System віконний менеджер є окремою програмою. X проводить політику відсутності специфічного способу організації вікон і X11 явно вказує на можливість створення мозаїчного менеджера вікон. Siemens RTL Tiled Window Manager (з'явився у 1988) був першим у реалізації стратегій автоматичного розміщення та зміни розміру. Іншим мозаїчним менеджером з того періоду був Cambridge Window Manager, який використовувався у Academic Computing Group з IBM.
Деякий час для X11 зовсім не розроблялося мозаїчних менеджерів, однак у 2000-му році з'явилися відразу два — larswm та Ion.
Larswm використовує форму динамічного розташування: екран поділяється вертикально на два регіони (треки). Лівий трек містить лише одне вікно, правий — всі інші, зібрані в стек одне над одним.
Ion поєднує мозаїку з табами: екран вручну поділяється на регіони (фрейми). Кожний фрейм містить одне або більше вікон. Тільки одне з цих вікон є видимим і заповнює собою весь фрейм.
З того часу з'явилося кілька інших мозаїчних менеджерів вікон для X11:
- dwm
- Ratpoison — GNU Screen для X11
- StumpWM — Ratpoison на Lisp
- TrsWM
- wmii
- xmonad
- awesome

Але зараз є декілька відомих мозаїчних менеджерів вікон для Wayland:
Hyprland
Sway

## Microsoft Windows

Звичайний робочий стіл Windows 1.01.

Перша версія (Windows 1.0) містила у собі мозаїчний менеджер вікон. Однак, через скарги, наступна версія (Windows 2.0) емулювала метафору робочого столу. Усі наступні версії операційної системи зоставалися вірними цьому підходу. Проте існує декілька програм від сторонніх виробників, які намагаються емулювати мозаїчний підхід:
- WindowSizer [Архівовано 29 листопада 2007 у Wayback Machine.] — розташовує вікна у мозаїку (shareware)
- allSnap [Архівовано 12 листопада 2007 у Wayback Machine.] — причіплення до сітки або інших вікон (freeware)
- BlueDock — спрощує причіплення вікон (freeware)
- WinSplit [Архівовано 5 листопада 2007 у Wayback Machine.] — розташовує вікна у мозаїку за допомогою клавіатурних комбінацій (freeware)
- bug.n [Архівовано 8 січня 2012 у Wayback Machine.] — скрипт для Autohotkey, що перетворює стандартний віконний менеджер Windows у dwm-подібний (freeware).

## Мозаїчне програмне забезпечення
Попри те, що мозаїчні віконні менеджери не дуже сильно поширені, велика кількість програм вже показує деякі функції на подібний манер. Як приклади можна навести поштові клієнти, інтегровані середи розробки, бокові панелі в браузерах, контекстну допомогу в Microsoft Office. Мозаїчний віконний менеджер лише поширює цей надзвичайно зручний підхід з численних функцій в програмі на численні програми на робочому просторі.